# Den livlandske krig
Den livlandske krig 1558–1582 var en langvarig militær konflikt mellem Zar-Rusland og en vekslende koalition af Danmark, storfyrstendømmet Litauen, kongedømmet Polen (senere Polen-Litauen) og Sverige om kontrollen over Livland.
I slutningen af 1550'erne havde Reformationen og Modreformationen forårsaget interne konflikter i den Livlandske konføderation, mens dets nabo i øst, Rusland, var styrket efter at have besejret khanaterne, Kazan og Astrakhan. Konflikten mellem Rusland og de andre lande blev forstærket af Ruslands isolation i søhandelen. Zaren kunne heller ikke leje kvalificeret arbejdskraft fra Europa.
I 1547 ansatte Hans Schlitte, agent for zaren Ivan den Grusomme, håndværkere i Tyskland til at arbejde i Rusland. Alle disse håndværkere blev imidlertid arresteret i Lübeck efter ønske fra Livland. Hanseforbundet ignorerede den nye havn, som zar Ivan havde ladet bygge på østbredden af floden Narva i 1550, og leverede fortsat varerne til havne, som var under Livland.
Zar Ivan forlangte, at det livlandske konføderation skulle betale 40.000 taler for Tartu bispedømme, baseret på et krav om, at territoriet en gang havde hørt under den russiske republik Novgorod. Disputten endte med en russisk invasion i 1558. Russiske tropper okkuperede Dorpat (Tartu) og Narwa (Narva) og belejrede Reval (Tallinn). Målet for Ivan var at skaffe sig den vigtige adgang til Østersøen.
Ivans handlinger var i konflikt med interesserne i andre lande. I tiden efter det katastrofale slag ved Ergeme blev den svækkede liviske orden opløst ved Vilniuspagten i 1559, mens ordenens landområder blev tildelt forbundet mellem storfyrstendømmet Litauen og Polen (Ducatus Ultradunensis) og resten fik Sverige (den nordligste halvdel af dagens Estland) og Danmark (Ösel). Den sidste ordensmester for Den livlandske orden, Gotthard Kettler, blev det første overhoved for det polsk-litauiske vasalstat, Hertugdømmet Kurland og Semgallen.
Erik 14. af Sverige og Frederik 2. sendte tropper for at beskytte deres nyvundne territorier. I 1561 overgav byrådet i Reval sig til Sverige, og byen blev udgangspunkt for videre svenske erobringer i området. I 1562 lå Rusland i krig med Litauen og Sverige. I begyndelsen vandt zarens armeer flere sejre og tog Polotsk i 1563, Pernau (Pärnu) i 1575 og overvandt dele af Litauen frem til Vilnius. Det førte til, at han afslog fredsforslag fra sine fjender.
Men inden 1579 befandt Ivan sig i en vanskelig situation. Krimtatarer hærgede russiske territorier og nedbrændte Moskva, tørke og epidemier havde alvorligt svækket økonomien og opritšnina havde totalt forstyrret rigets indre stabilitet, mens Litauen var gået i union med Polen (ny union i 1569) og skaffet sig en energisk leder, kong Stefan Báthory. Ikke bare vandt Batory Polotsk tilbage i 1579, han indtog tillige russiske fæstninger i Sokol, Velizj, Usvzat, Velikije Luki (1580) og belejrede Pskov (1581–1582). Polsk-Litauisk kavaleri knuste de enorme regioner Smolensk, Tsjernigov og Rjazan sydvest for det novgorodske territorium og nåede endog en af zarens residenser og tvang Ivan selv til at flygte i panik. I 1581 tog en hær af svenske lejesoldater ledet af Pontus de la Gardie den strategiske by Narva.
Disse hændelser førte til undertegnelsen af fredsaftalen Jam Zapolski-traktaten i 1582, mellem Rusland og den polsk-litauiske realunion, hvor Rusland fraskrev sig sine krav på Livland. Den jesuitiske pavelige legat Antonio Possevino var indblandet i forhandlingerne om aftalens udformning. Året efter indgik zaren også fred med Sverige. Under Plussa-traktaten mistede Rusland Narva og sydkysten af den finske bugt, som var landets eneste adgang til Østersøen. Situationen blev forandret 12 år senere ved Freden i Teusina, som afsluttede en ny krig mellem Sverige og Rusland.